# Gamma de la Sageta
Gamma de la Sageta (γ Sagittae) és l'estel més brillant de la constel·lació de la Sageta. Situada en la punta de la mateixa, la seva magnitud aparent és +3,51. S'hi troba a 274 anys llum del sistema solar.
Gamma Sagittae és una geganta vermella de tipus espectral M0III (de vegades classificada com de tipus K) unes 640 vegades més lluminosa que el Sol. El seu radi, calculat a partir de la mesura del seu diàmetre angular per interferometría (6,18 mil·lisegons d'arc), és 55 vegades més gran que el radi solar, o el que és el mateix, 0,26 ua. Té una temperatura superficial de 4000 K. Amb una massa unes 2,5 vegades major que la massa solar, s'estima que la seva edat és de 750 milions d'anys, molt inferior als 4600 milions d'anys del nostre Sol. A diferència d'aquest últim, va començar la seva vida sent una estrella blanc-blavosa de tipus B9, abans de convertir-se en l'estel gegant que veiem en l'actualitat. Ara és lleugerament variable, en no gaire temps es convertirà en una estrella variable Mira i finalitzarà la seva vida com un nan blanc.